# Kościół San Servolo
Kościół San Servolo (pl. kościół św. Serwula lub Serwiliusza) – rzymskokatolicki kościół w Wenecji, na wyspie San Servolo. W przeszłości stanowił część kompleksu klasztornego benedyktynów, benedyktynek oraz innych zgromadzeń zakonnych. W 1725 roku bonifratrzy założyli w kompleksie przytułek (szpital) psychiatryczny, czynny do 1978 roku. Po remoncie kompleks pełni różne funkcje kulturalne. W 2006 roku w pomieszczeniach klasztornych zorganizowano Muzeum Szpitala Psychiatrycznego (Museo del Manicomio), w skład którego wchodzi również kościół.

## Historia kościoła i klasztoru
Wyspa San Servolo była zamieszkana od VII wieku przez benedyktynów, którzy zbudowali na niej klasztor i kościół pod wezwaniem św. Serwula, męczennika z Triestu. Bracia zakonni przebywali na wyspie San Servolo do około 1109 roku, kiedy to na ich miejscu osiedliły się benedyktynki zamieszkując ją przez ponad pięć stuleci. 15 września 1456 roku została ukończona kampanila, a w 1470 roku konsekrowano kościół. W 1616 roku klasztor przejęły w posiadanie zakonnice, wypędzone z Krety przez Turków. W 1725 roku do klasztoru San Servolo przybyli bonifratrzy zakładając w nim schronisko dla osób chorych umysłowo, ale tylko dla tych ze stanu szlacheckiego. W latach 1733–66 według projektu Giovanniego Scalfarotto wzniesiono obecny kompleks kościelno-klasztorny. Kościół jest efektem przebudowy, zrealizowanej w 1749 roku przez Tommasa Temanzę. Począwszy od 1797 roku, wraz z upadkiem Republiki Weneckiej, schronisko było otwarte dla wszystkich. Na początku XIX wieku kościół wzbogacono o portyk, nad którym znajduje się fasada z dużym oknem zwieńczonym tympanonem, flankowanym dwiema dzwonnicami, będącymi nowością w architekturze Wenecji Po 1873 roku w San Servolo przebywali tylko chorzy psychicznie mężczyźni, podczas gdy chore kobiety przeniesiono na pobliską wyspę San Clemente. W 1936 roku dokonano znaczącej przebudowy kościoła. Schronisko w San Servolo działało do 13 sierpnia 1978 roku, kiedy to zgodnie z nowymi przepisami wszystkie szpitale psychiatryczne zostały zamknięte. W latach 90. XX wieku gmina Wenecja, właściciel wyspy, rozpoczęła renowację budynków, tworząc wielokulturowe centrum promocji. W 2004 roku powstały: sekcja multimediów Akademii Sztuk Pięknych, międzynarodowa szkoła Ca 'Foscari oraz Venice International University. 20 maja 2006 roku otwarto Muzeum Szpitala Psychiatrycznego (Museo del Manicomio), którego częścią jest kościół San Servolo.
W ostatnim dziesięcioleciu (do 2018) San Servolo gościło kilka ekspozycji Biennale Sztuki i Architektury, imprezy i wystawy czasowe fotografii, malarstwa i rzeźby, festiwale muzyczne i przeglądy wideo. Park był często wykorzystywany przez współczesnych artystów do tworzenia instalacji; wśród dzieł stałych na uwagę zasługują rzeźby takich twórców jak: Pino Castagno, Pietro Consagra i Sandro Chia.

## Wnętrze kościoła
W 1761 roku Jacopo Marieschi namalował na sklepieniu nawy Chwałę św. Jana Bożego przed Najświętszą Maryją Panną, w prezbiterium Trzy cnoty teologalne. W 1810 roku z zamkniętego kościoła Santa Maria del Pianto zakupiono organy Nacchiniego.